# 朝鮮道教
朝鮮道教是指道教在朝鮮半島的發展狀況。自道教於7世紀的朝鮮三國時代從中國唐朝傳入後，道教思想成為朝鮮傳統文化的重要元素之一，影響朝鮮民族文化各方面，後來又與儒家、佛教思想互相影響。
道教從中國傳入朝鮮以前，朝鮮就存在神仙思想、山嶽信仰、靈星信仰、地方習俗性民間信仰、咒術、天文、占星術、讖緯預言術等，認為這些宗教文化形態與中國的道教具有同一性或類似性；朝鮮不存在像中國道教那樣的完整的道教形態；不可把朝鮮文化中道教文化要素當作一種外來文化看待，強調要從主體性的立場上研究朝鮮文化中的道教性質。

## 歷史

### 三國時代

#### 高句麗
根據韓國與中國史書的記載，高句麗曾兩次希望由唐朝引進道教。第一次是在高句麗榮留王七年（624）；第二次則發生在淵蓋蘇文執政 (642) 以後。高句麗榮留王時代（618－641）與唐朝的關係較為穩定，當時唐高祖想要利用道教提高唐的權威，便派遣道士，讓他們在高句麗講授老子。而淵蓋蘇文引進道教的目的，也有其政治考量。他想要利用道教提高他的政治力量，消除人民因高句麗即將滅亡的讖言所感到的動搖與疑慮。
第一次接受道教

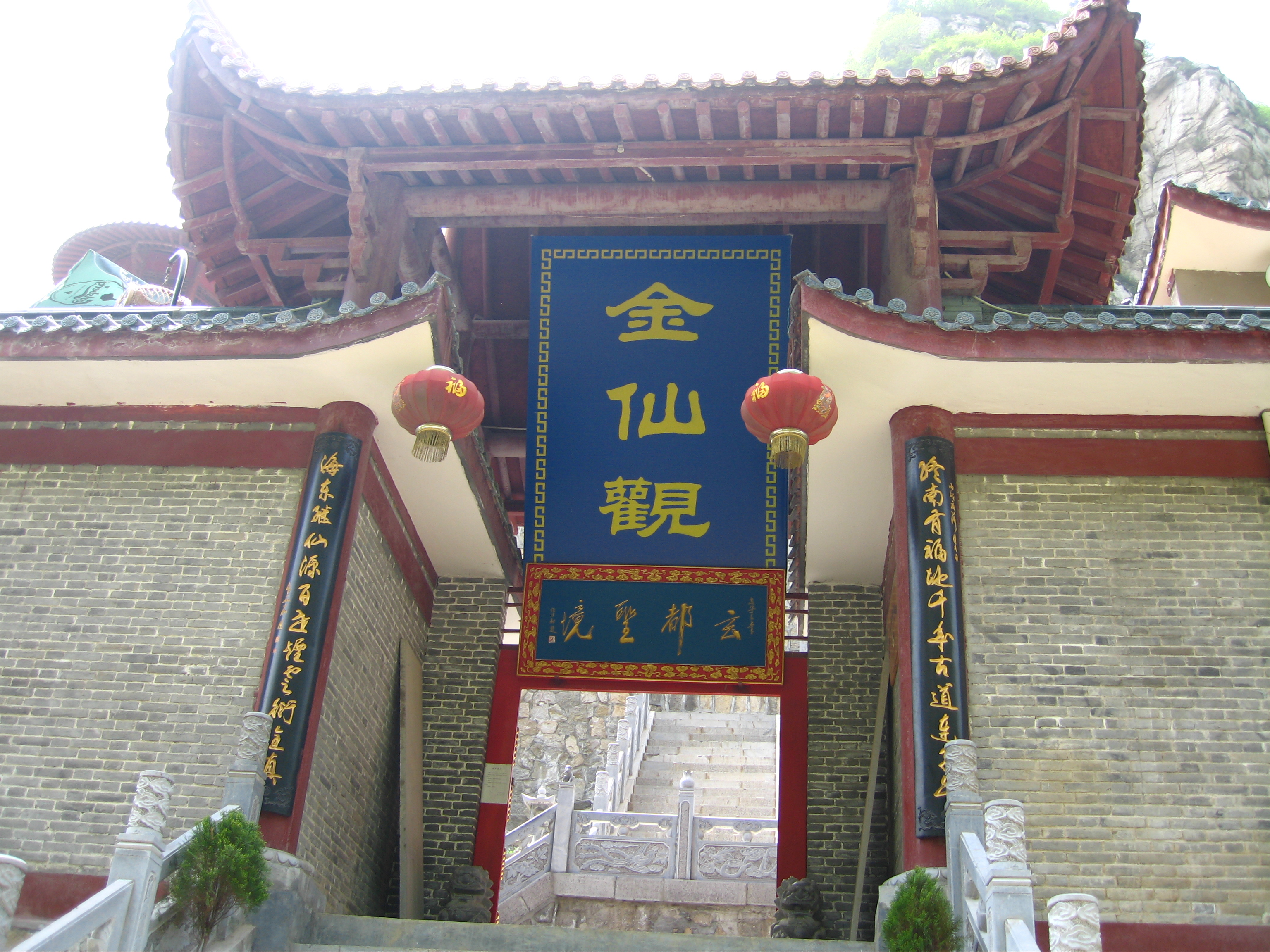
韩国道教祖庭金仙观（한국도교조정 금선관）

在624年，高句麗榮留王曾請奏唐高祖希望傳授道教教義。唐高祖李淵於武德七年，遣前刑部尚書沈叔安往冊建武為上柱國遼東郡王高麗王，仍將天尊像及道士往彼，為之講老子，其王及道俗等觀聽者數千人。翌年，高句麗榮留王又遣人人唐學佛老之法。
第二次接受道教
642年，在淵蓋蘇文尚未執政前，高句麗的政權是貴族聯立政權，淵蓋蘇文來自世代掌握軍權的貴族，與許多貴族形成了對立的關係。其父親死後，受到淵蓋蘇文勢力威脅的榮留王與其它貴族密謀欲聯合逐出淵蓋蘇文。然而642年淵蓋蘇文動用他握有的軍力，殺死了與他在對立面的榮留王和一百多名貴族，並立榮留王之侄為寶臧王，從此掌握了實權。六個月後，淵蓋蘇文主張高句麗應該接受道教：
《三國史記．蓋蘇文列傳》：「聞中國三教並行，而國家道教尚缺，請遣使於唐求之。」 
《三國史記．高句麗本紀》：「三教譬如鼎足，闕一不可，今儒釋並興，而道教未盛，非所謂備天下之道術者也，伏請遣使於唐，求道教以訓國人。」

淵蓋蘇文認為高句麗應該效仿中國三教並行，才能具備天下的道術，並得以維持以高句麗為中心的多元東北亞秩序。因此，高句麗寶臧王二年（643），高句麗再次向唐太宗請派道士。然而這個主張隱藏著高句麗決定維持以高句麗為中心的多元東北亞世界秩序，這和當時隋唐追求以隋唐為中心的一元天下秩序相互衝突。淵蓋蘇文可能一邊向唐朝貢，一邊暗中準備隨時可能與唐爆發的戰爭。

#### 百濟、新羅
高句麗接受道教之後，將道教文化傳至百濟。百濟武王三十五年（634），在宮的南邊挖了苑池，在池水中建築了島嶼，將之比擬為方丈仙山。但《周書》寫到：「在百濟『僧尼寺塔甚多，而無道士』」，也無其他史書有有關百濟或新羅道士與道觀的記載。
百濟與新羅的道教研究較重視與神仙信仰有關的道教文化。
唐文宗开成元年（836年），新罗人金可记赴大唐留学，在考中“宾贡进士”后，放弃仕途，隐居终南山子午谷，学习内丹术，成为韩国道教始祖。唐宣宗大中十二年（858年）二月十五日，金可记“羽化登仙”，后人在子午谷修建金仙观，将金可记的传记刻在一块巨石之上，而金仙观也被韩国世界金仙学会冠以韩国道教祖庭之称。
但是此時期道教在朝鮮半島尚未形成教團，王室為中心的人們主要把它視為保護國家的宗教，在民間老百姓把道教視同民間信仰結合起來，被融进民间信仰或其他宗教中而逐渐沒落無所知，且人們並不認為民間信仰的道教是一種外來宗教。但不管如何，已有史料可證明道教在古代朝鮮的傳播及其影響。

### 高麗
道教在高麗王朝發展興盛，並得到王室的提倡，當時由中國宋代傳入不少道教典籍、科儀等。至中期佛教興起，道教開始衰落。

### 朝鮮王朝
朝鮮王朝時道教一方面受上層社會推崇，宮中經常舉行各種大規模的齋醮活動，朝廷制定了制度化的道教祭祀儀式，並成立了昭格署，為國家道教官署，配備有一定的官員管理各個道教祭典。昭格署由三清殿、太一殿、直宿殿、十一曜殿以及內外諸壇組成，祠祀玉皇上帝、太上老君、普化天尊、梓潼帝君等神仙以及日月星辰、四海龍王、冪府十王等道教神祇。
但另一方面，朝鮮王朝推崇儒教，道教亦一度被部份學者打壓，如趙光祖就曾建議廢除昭格署，而部份道教儀式和思想因而滲透至民間。

### 現代
1990年代以後，韓國開始出現了道教教團組織，並與中國道教協會建立了聯繫。

## 史料差異
根據《三國史記．高句麗本紀》，史料中並無高句麗王派遣使臣請道教的記載，而只有請班曆的記載，及隨後唐高祖派遣道士的史實。
而在中國史書中未發現高句麗第二次接受道教的事實，僅有第一次唐高祖武德年間高句麗派遣使臣請求傳授道教的記載。《舊唐書》記載唐高祖武德七年，「遣前刑部尚書沈淑安往冊建武為上柱國．遼東郡王．高麗王，仍將天尊像及道士往彼，為之講老子，其王及道俗等觀聽者數千人。」；《新唐書》則記載：「遣使者拜為上柱國．遼東郡王．高麗王。命道士以像法往，為講《老子》。建武大悅，率國人共聽之，日數千人。」

## 道觀與道教廟宇
本山寿星宫是韩国供奉道教尊神的道觀，座落于韩国蔚山市蔚州区温阳面外光里429号, 成立于1991年10月,供奉道教神寿星长生大帝。住持李福顺，生于1946年。七岁起，她经常梦中见到一位手持拐杖的白发老人，百思不得其解。三十岁后便到韩国各地寻找，但没有任何发现。后来辗转到了台湾，在台北博物馆的大厅找到了梦中的白发老人。才知白发老人是道教「福祿壽」三星中的寿星。经台湾中华道教会张柽先生介绍、拜台北全真仙坛张络传法师为师，赐道号金鸾，正式步入道门，迎请寿星回韩国，成立了寿星宫。
此外也有一些規模較小、供奉道教神祇的廟宇，如供奉關帝的東關王廟。